# Patina (musikalbum)
Patina är ett musikalbum från 2014 av det svenska bandet Nordman. Albumet innehåller flera gamla låtar som omarbetats till akustiska versioner, men även ett antal nya låtar. Förutom Nordman deltog även den finlandssvenske pianisten Dani Strömbäck och blockflöjtisten Claudia Müller i såväl arrangemang som utförande. Grunduppsättningen bestod av piano, nyckelharpa, flöjt och sång.

## Låtlista
| Nr           | Titel                   | Kompositör   | Längd |
| ------------ | ----------------------- | ------------ | ----- |
| 1.           | Gräsö brudmarsch        |              | 3:08  |
| 2.           | Där faller snö          |              | 3:52  |
| 3.           | Herr Peders sjöresa     |              | 4:26  |
| 4.           | Vandraren               |              | 4:04  |
| 5.           | Barockpolska            |              | 2:29  |
| 6.           | Månen är så stor i natt |              | 3:34  |
| 7.           | Fly i ro                |              | 3:27  |
| 8.           | Stormens Öga            |              | 3:41  |
| 9.           | Nu lever sommaren       |              | 3:48  |
| 10.          | Störst av dem är kärlek |              | 3:08  |
| 11.          | Laglöst land            |              | 4:33  |
| 12.          | När den ena vill gå     |              | 2:59  |
| 13.          | Känner du ljuset        |              | 4:15  |
| 14.          | I midsommartid          |              | 3:37  |
| Total längd: | Total längd:            | Total längd: | 37:19 |